# Литовская христианско-демократическая партия
Литовская христианско-демократическая партия (лит. Lietuvos krikščionių demokratų partija, LKDP) — политическая партия националистическо-клерикального направления в Российской империи, а потом в Литве.

## История
Христианско-демократическое движение было основано в Литве в 1890 году группой католического духовенства и интеллигенции. Первоначально оно было обращено к литовскому патриотизму и защите католической церкви перед лицом господствующей Русской православной церкви. В 1904 году к этому были добавлены социальные требования, а также получили распространение антипольские и националистические взгляды.
Литовская христианско-демократическая партия (ЛХДП) была официально создана в 1917 году, а её первый съезд состоялся в Вильнюсе 20 ноября 1918 года. Она заняла первое место на парламентских выборах 1920 года с 24 местами, и вместе с Федерацией труда и Союзом сельских хозяев она сформировала Христианско-демократический блок, который вместе занял 59 из 112 мест в сейме.
На выборах 1922 года ЛХДП вновь заняла первое место, но блок потерял большинство, получив лишь 38 из 78 мест. В результате она была вынуждена править при поддержке независимых депутатов. На досрочных выборах 1923 года христианские демократы заняли третье место, но блок получил 40 мест и смог сформировать правительство без дополнительной поддержки.
ЛХДП снова заняла третье место на выборах 1926 года, а блок получил только 30 мест, поскольку поддержка Федерации труда сократилась почти вдвое. В результате Литовский народный союз крестьян смог сформировать правительство вместе с Социал-демократической партией Литвы и Литовской крестьянской партией.
После переворота 1926 года ЛХДП поддержала правительство Антанаса Сметоны, но в июне 1927 года присоединилась к оппозиции. Несколько партийных лидеров были заключены в тюрьму в 1928 году, и партия была окончательно распущена в ноябре 1935 года.
После 1989 партия с таким же названием восстановлена и в 1996 году получила 16 мест в парламенте. После 2000 года объединилась в Христианско-демократический союз. Часть партии не приняло объединение и осталась с тем же названием.
В 2024 году остатки этой партии объединились с партией труда.